# 川越バイパス (国道16号)
川越バイパス（かわごえバイパス）は、埼玉県川越市の脇田新町交差点から新宿町北交差点、小仙波交差点に至る国道16号、国道254号のバイパスで、川越環状道路の一部を形成しており、市街地の迂回を目的とする新道である。

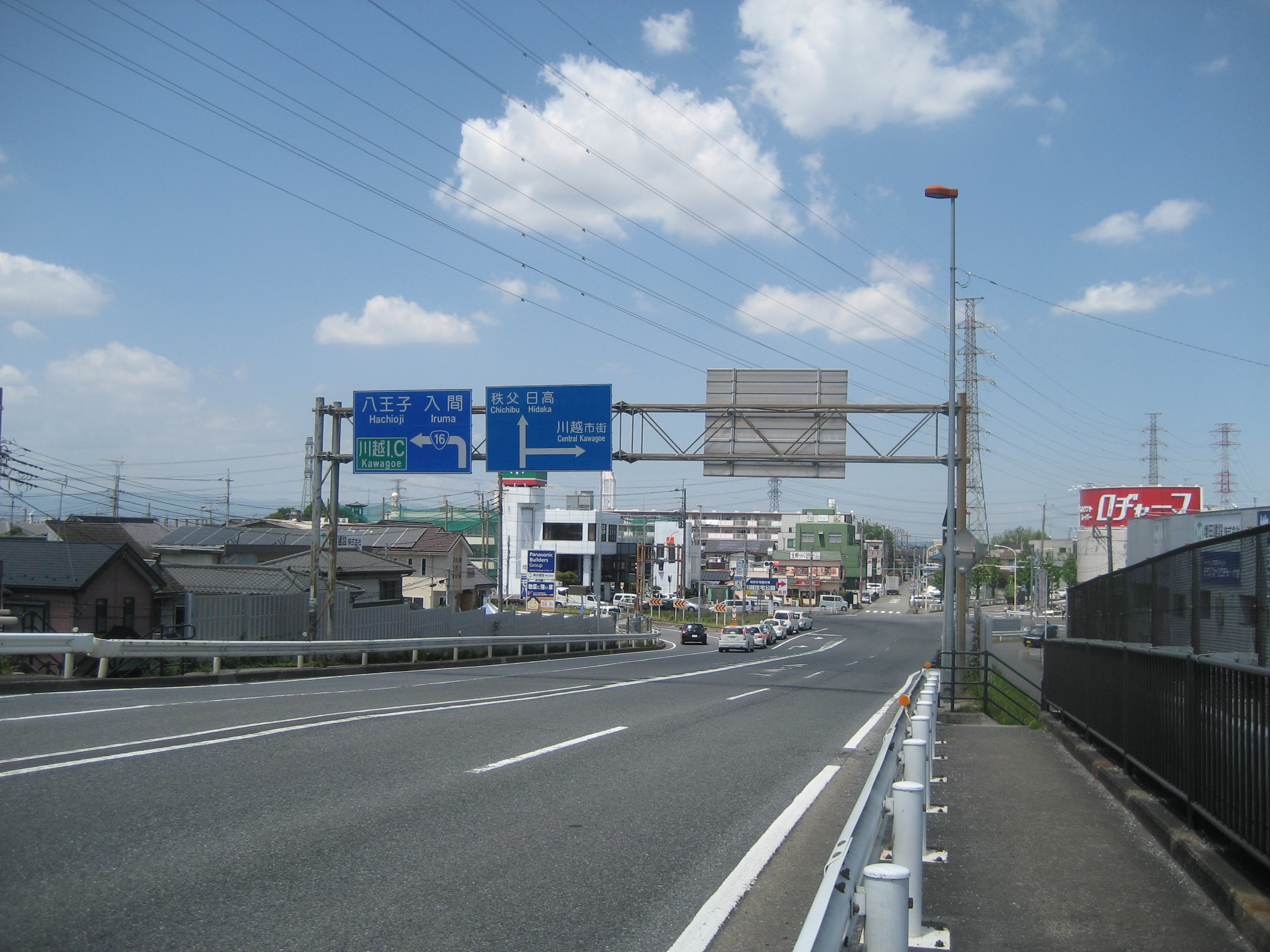
脇田新町交差点付近

## 概要
1960年代のモータリゼーションに伴う川越市街の慢性的な渋滞を解消するために計画された、川越環状道路の1区間を形成している。総延長4.3キロメートルのうち、脇田新町から新宿町までの通称南バイパスが先行整備され、新宿町北から小仙波までの通称東バイパスを含めて1969年9月26日に全面供用された。南バイパス区間は車道幅員14メートル2車線、両側に各2メートルの歩道を持つ18メートル幅で、中央分離帯を持たない。東バイパス区間は車道幅員16～20メートルの2車線で、両側に幅2.25メートルの歩道を持ち中央分離帯も整備されている。
起点および終点における構造の複雑さに加え、途中4キロメートル強の区間に5ヶ所の主要交差点を持つことから、様々な設計上の配慮が行われた。しかし交通量の多さから、日常的に渋滞している。脇田新町交差点から新宿町北交差点までと小仙波南交差点から小仙波交差点までは国道16号線の単独区間、新宿町北交差点から小仙波交差点間は、国道254号線との重複区間となっている。
後に完成した国道254号の富士見川越バイパス（富士見市方面）には直接アクセスすることはできないが、川越警察署前交差点からの連絡路を利用すると通行できる。

## 沿革
川越バイパスは、全区間が1962年に都市計画決定した都市計画道路3・4・4川越環状線に該当する。国道16号（当時は2級国道129号）は川越市中心部の六軒町・久保町などを経由し、何度か直角に曲がる箇所がある上に5.5メートルしかない狭隘箇所もあるなど、ボトルネックとなっていた。このボトルネック解消に加え、市街地に流入する通過交通の迂回が目的であった。
都市計画決定当時は2級国道であったことから埼玉県によって整備が始まったが、翌1963年に1級国道となったことから大宮国道工事事務所による直轄整備区間となった。しかし、1965年までは用地買収を行うのみでなかなか着工には至らなかった。
1966年に事業は進展し、3月に新宿町三丁目と烏頭坂（新宿町北）までの用地買収が完了し着工、続いて7月には脇田新町までの区間も着工に至った。1969年4月1日に南バイパス区間が供用開始、東バイパス区間が同年9月26日開通した。

## 地理

### 通過市町村
- 埼玉県
  - 川越市

### 接続道路
※北から
| 交差する道路                         | 交差する道路 | 交差点名     | 最高速度 (km/h) | 所在地 | 所在地   |
| ------------------------------------ | ------------ | ------------ | --------------- | ------ | -------- |
| 国道16号・柏方面                     |              |              |                 |        |          |
| 国道254号 (川越バイパス)             | -            | 小仙波南     | 50              | 川越市 | 大仙波   |
| 埼玉県道51号川越上尾線               | 国道254号    | 新宿町北     | 40              | 川越市 | 新宿町   |
| 埼玉県道6号川越所沢線                |              | 新宿町三丁目 | 40              | 川越市 | 新宿町   |
| 国道16号・八王子方面                 |              | 脇田新町     | 40              | 川越市 | 脇田新町 |
| 埼玉県道160号川越北環状線 東松山方面 |              |              |                 |        |          |

### 交差する鉄道と河川
- 新河岸川（仙波大橋）
- JR■川越線
- 東武東上線
- 西武新宿線

### 沿線の主な施設
| 施設                         | 所在地 | 所在地   |
| ---------------------------- | ------ | -------- |
| ドン・キホーテ 川越店        | 川越市 | 小仙波   |
| ケーズデンキ 川越店          | 川越市 | 小仙波   |
| 肉の万世 川越店              | 川越市 | 大仙波   |
| トヨタ自動車 川越店          | 川越市 | 大仙波   |
| 川越警察署                   | 川越市 | 大仙波   |
| 日産プリンス 川越仙波店      | 川越市 | 大仙波   |
| 天然寺                       | 川越市 | 仙波町   |
| 実在寺                       | 川越市 | 富士見町 |
| 川越地区消防局川越中央消防署 | 川越市 | 新宿町   |
| バイク館 川越店              | 川越市 | 新宿町   |
| ラーメン二郎 川越店          | 川越市 | 旭町     |

## 交通量
| 交通調査地点                | 年度   | 昼間12時間自動車類交通量 | 昼間12時間自動車類交通量 | 昼間12時間自動車類交通量 | 24時間自動車類交通量 | 24時間自動車類交通量 | 24時間自動車類交通量 |
| 交通調査地点                | 年度   | 小型車                   | 大型車                   | 合計                     | 小型車               | 大型車               | 合計                 |
| --------------------------- | ------ | ------------------------ | ------------------------ | ------------------------ | -------------------- | -------------------- | -------------------- |
| 川越市旭町1丁目9-11地先付近 | 2021年 | 10,104                   | 2,532                    | 12,636                   | 14,018               | 4,258                | 18,276               |
| 川越市古谷上5276-13地先付近 | 2021年 | 11,432                   | 3,580                    | 15,012                   | 16,551               | 5,598                | 22,149               |

## ギャラリー

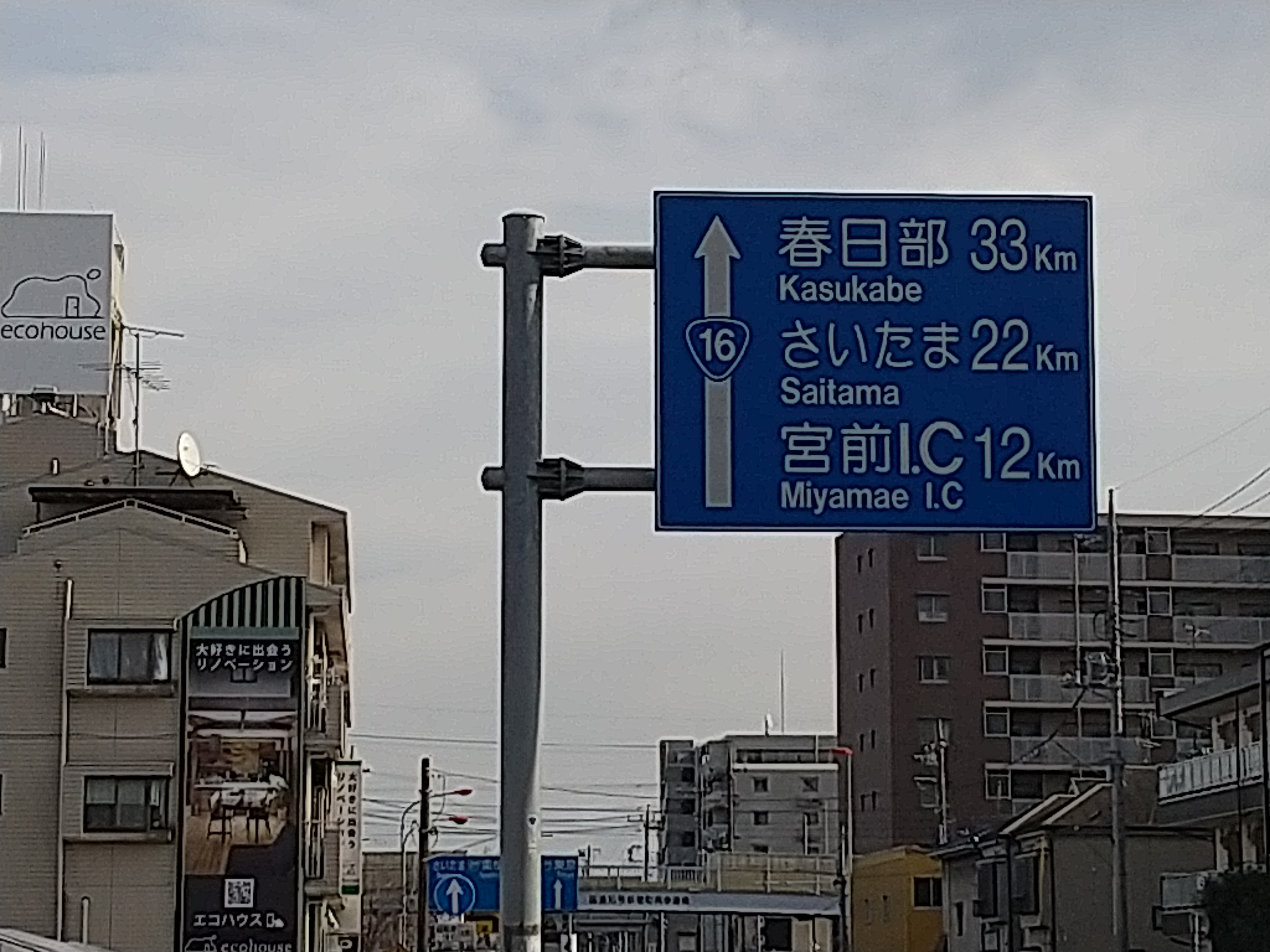
新宿町付近
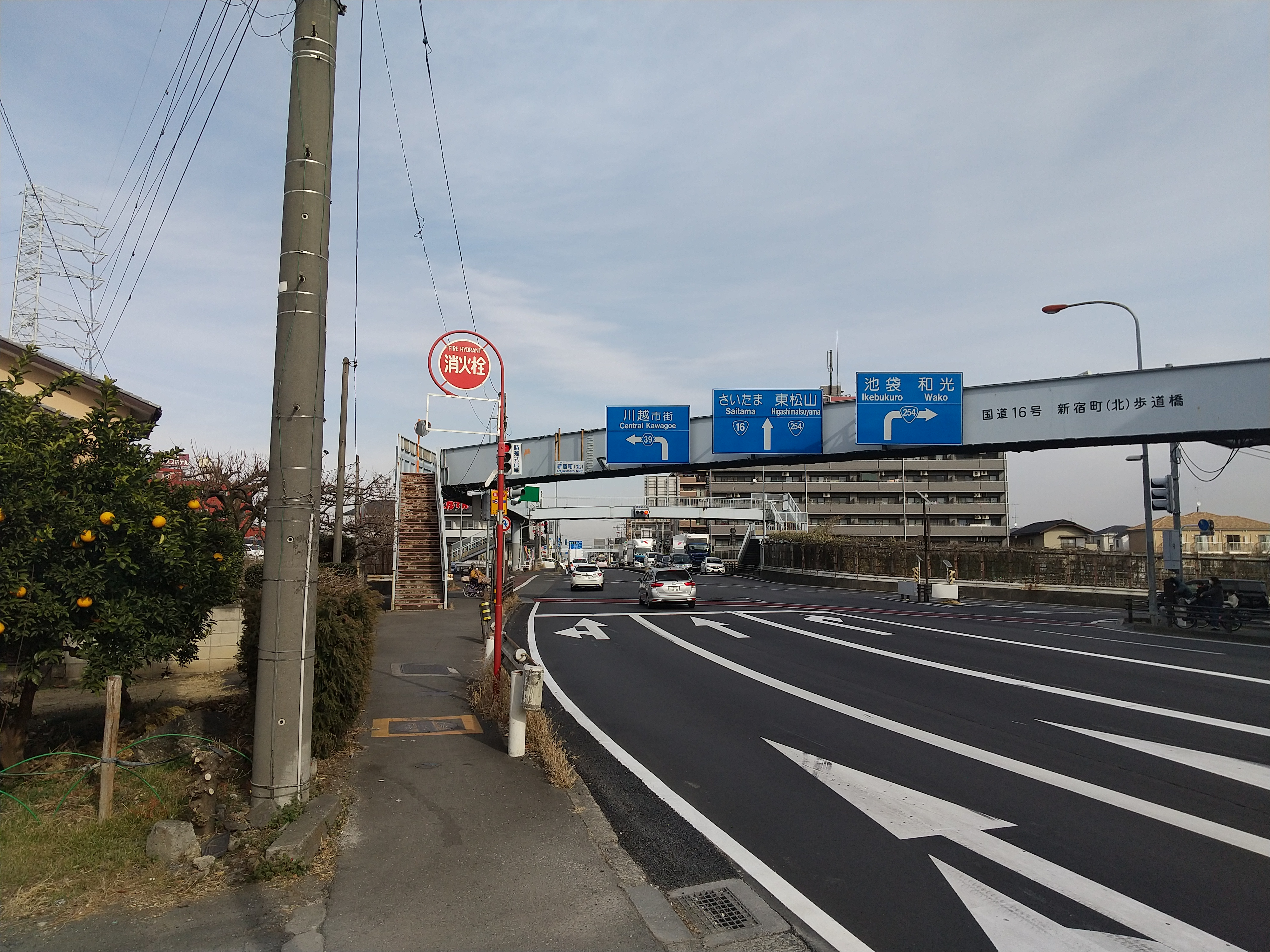
新宿町北交差点付近
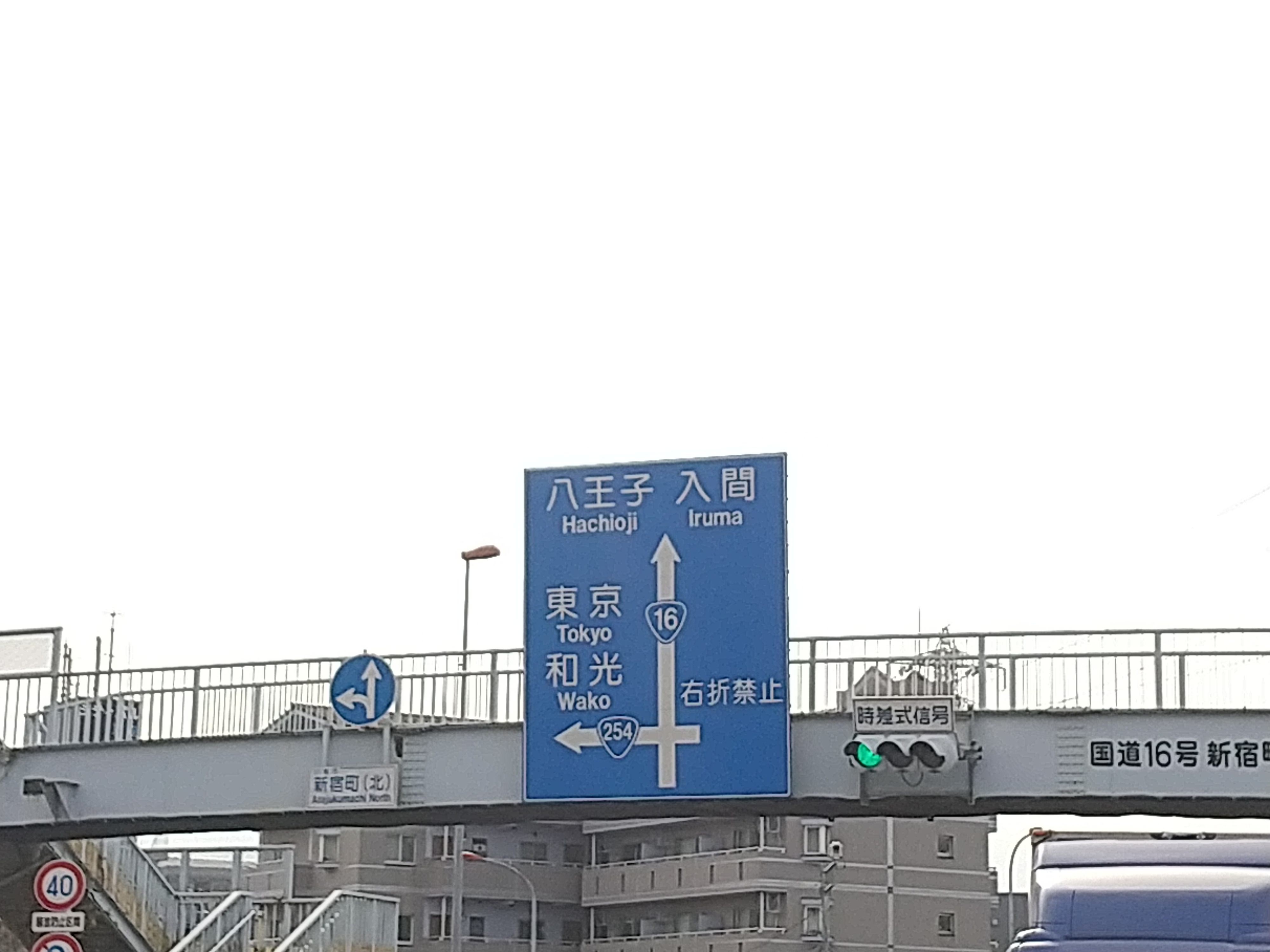
新宿町北交差点付近
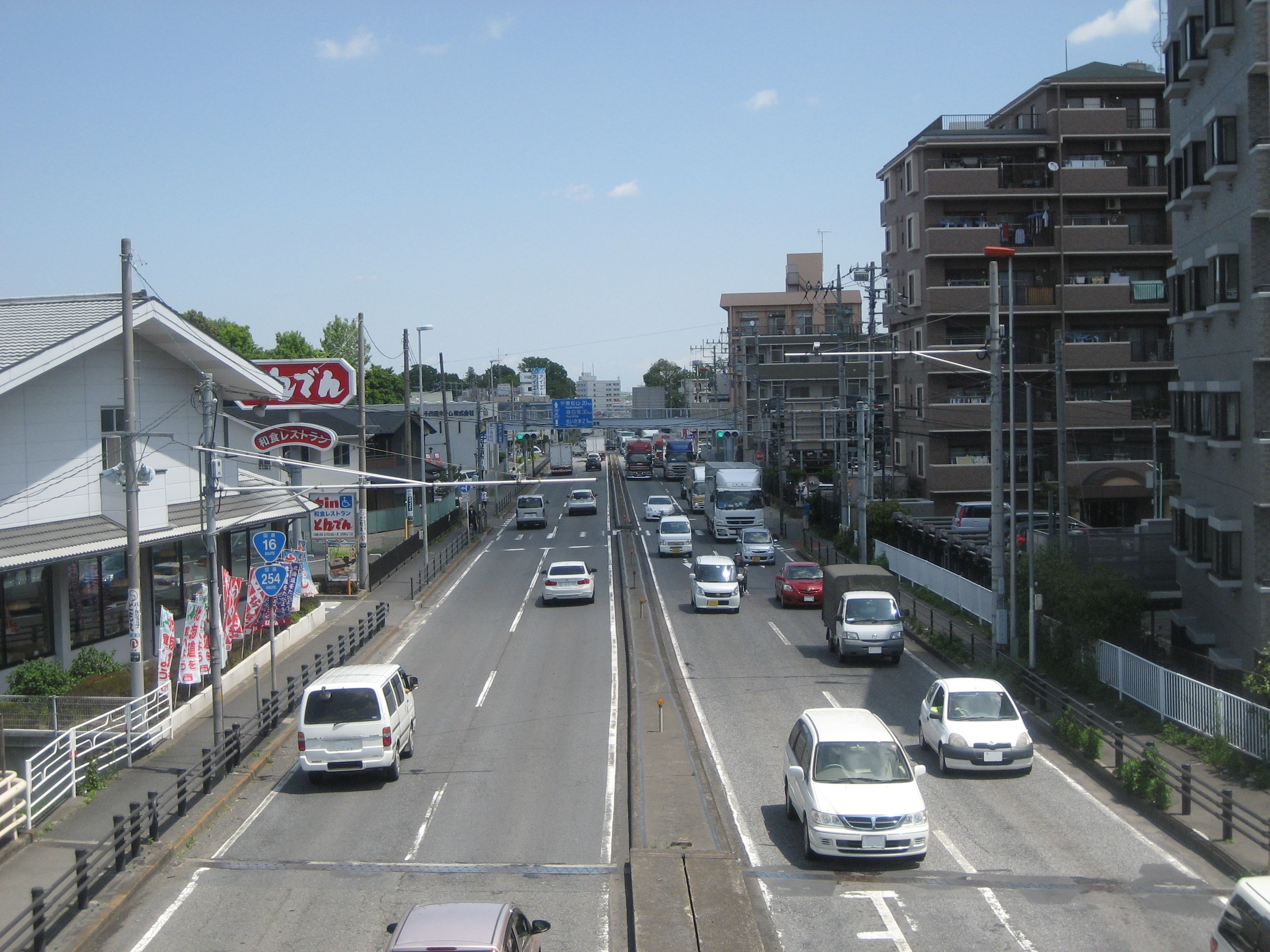
新宿町北交差点付近（国道254号線との重複区間）
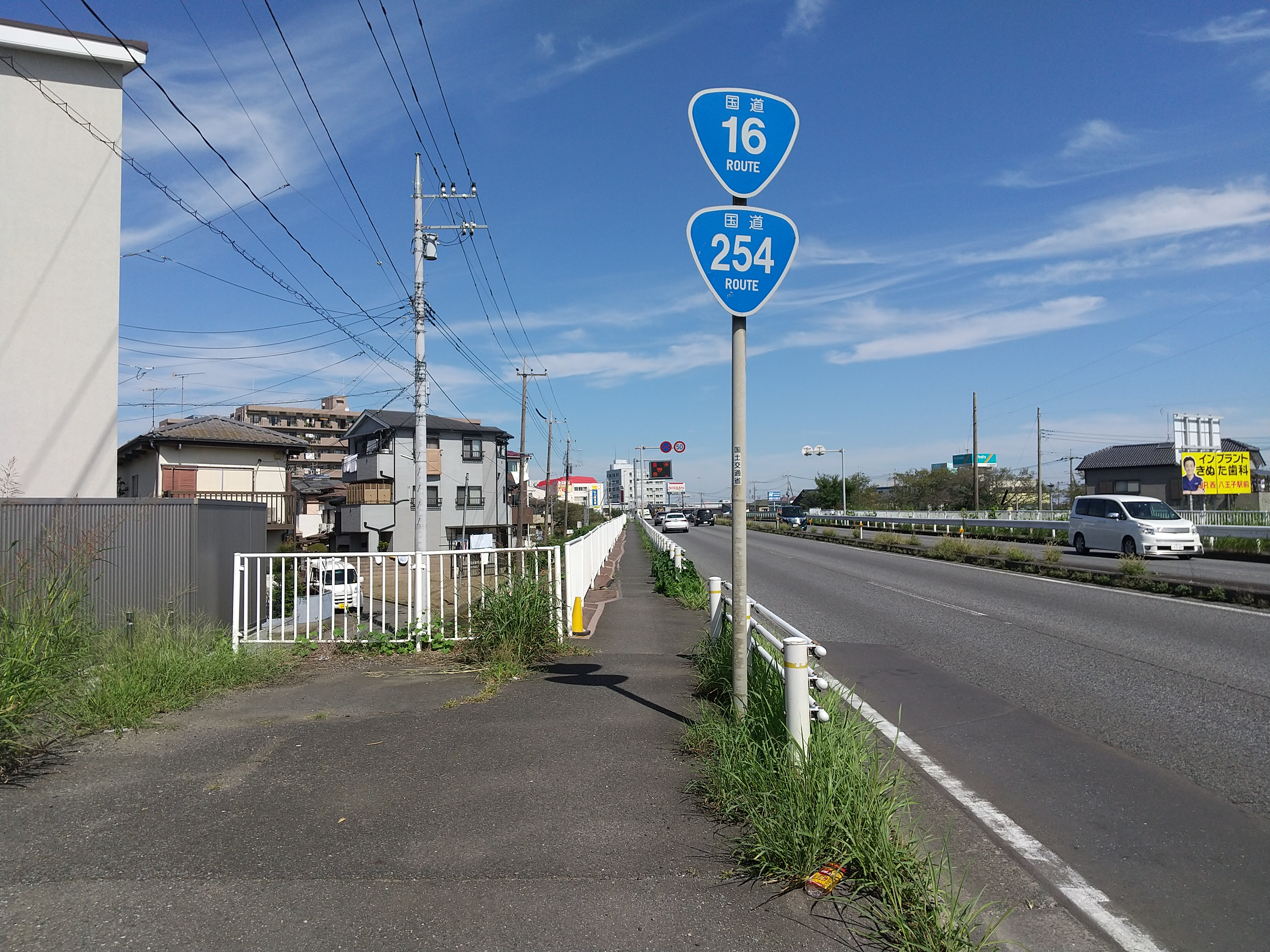
仙波町付近
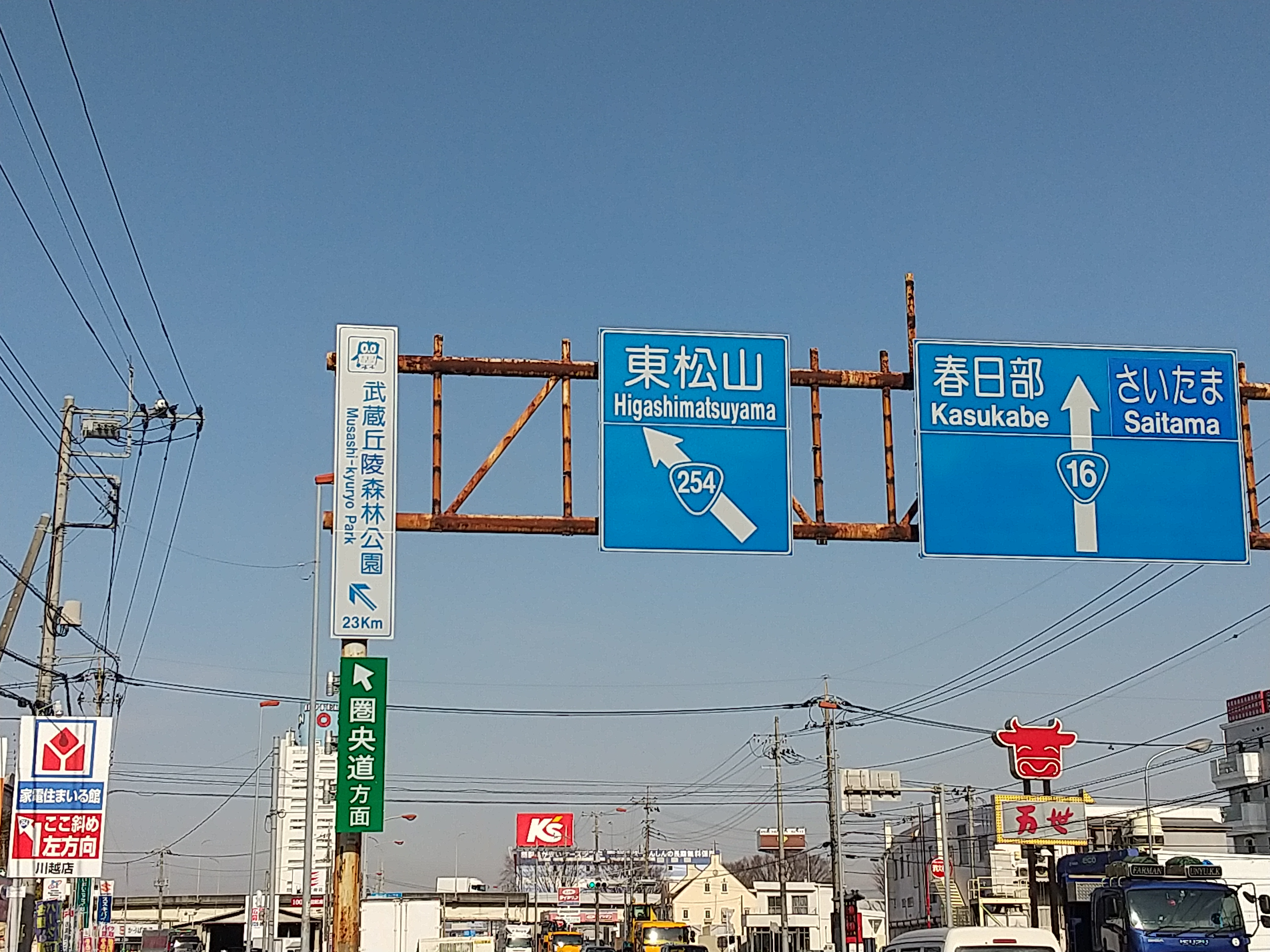
大仙波付近
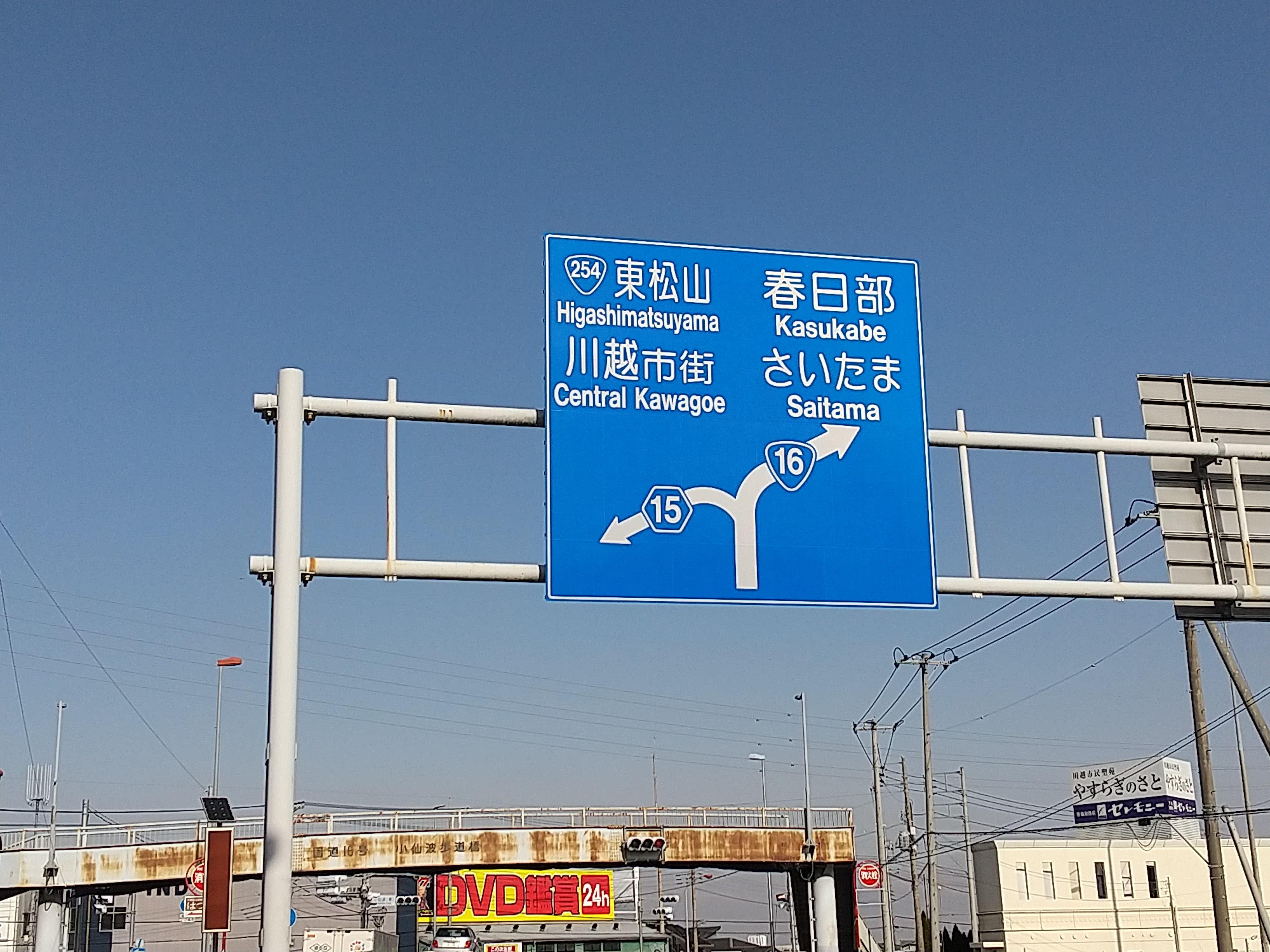
小仙波交差点付近